# Ryžoviště
Ryžoviště es una localidad del distrito de Bruntál, en la región de Moravia-Silesia, República Checa. Tiene una población estimada, a principios de 2021, de 613 habitantes. 
Está ubicada al oeste de la región, en los Sudetes orientales, cerca de la frontera con Polonia y la región de Olomouc.